# OARE
OARE (Online Access to Research in the Environment), ou accès en ligne pour la recherche sur l’environnement, est un partenariat mis sur pied par le PNUE, l’Université Yale et plusieurs éditeurs pour offrir un accès gratuit aux pays en voie de développement à une collection scientifique en texte intégral en environnement.
Établi en 2006, le programme a pour objectif d’offrir un support pour la recherche et l’enseignement dans les pays où les institutions n’ont pas les moyens financiers pour accéder à une littérature spécialisée et couteuse.  En date du 1er mai 2009, plus d’une centaine de pays avaient accès à plus de 1300 titres provenant de plus de 340 maisons d’éditions et de sociétés de recherche.  
Les critères d’admissibilités au programme sont en fonction du PNB par habitant.  Les moins bien nantis bénéficient d’un accès gratuit.  Les pays plus avancés ont un accès pour un tarif réduit.  